# Цахиагийн Елбегдорж
Цахиагийн Елбегдорж (на монголски: Цахиагийн Элбэгдорж, [t͡sʰaxiaˈgiːŋ eɮpegˈtɔrt͡ʃ , роден на 30 март 1963 г.) е монголски общественик, политик и държавник, президент на страната в продължение на осем години между 2009 и 2017 г. Преди да бъде избран за президент на Монголия Елбегдорж заема на два пъти поста на министър-председател – през 1998 г. и отново от 2004 до 2006 г. Към 2022 г. заема ръководния пост в новосъздадената Световна монголска федерация.

## Образование и обществена дейност
Със стиховете, който написва и изпраща до редакцията на армейския вестник „Улан Од“ (Ulaan Od, или „Червена звезда“ в превод от монголски), Елбегдорж впечатлява армейските власти. Благодарение на това, както и на обстоятелството, че оглавява революционния младежки отряд в армията, той е награден с възможността да учи военна журналистика и марксизъм-ленинизъм във Военнополитическия институт на СССР (днес Национална армейска академия „Хетман Петро Сагайдачен“) под егидата на Лвовския политехнически национален университет в Лвов, Украйна. Между 1983 и 1988 г. учи журналистика и след като се дипломира, започва работа за „Улан Од“.
Елбегдорж е един от ключовите лидери на Монголската демократична революция от 1990 г., която слага край на 70-годишното комунистическо управление в Монголия, и участва в изготвянето на конституцията на страната от 1992 г., с която в азиатската държава се установява демокрация и свободна пазарна икономика. Определян е от поддръжниците си като „борец за свобода“ и „Златното врабче на демокрацията“ – алюзия за птица, която идва с пролетно слънце след дълга, сурова зима.
През 1990 г. Елбегдорж основава първия независим вестник в Монголия – Ardchilal (на български: Демокрация) и става негов главен редактор, а през 2000 г. е удостоен със „Звезда на Свобода на пресата“ от Асоциацията на монголските журналисти. Участва в създаването на първата политически независима телевизионна станция Eagle TV през 1994 г., управлявана от бившата Монголска компания за радио и телевизионно предаване – съвместно предприятие между американската фондация с нестопанска цел AMONG (християнска мисионерска организация) и Монголската медийна корпорация (MMC).
След първия си мандат като министър-председател прекарва една година в Икономическия институт на Колорадския университет в Боулдър, след което учи с пълна стипендия в Харвардския университет и завършва Училището по държавни науки „Джон Ф. Кенеди" с магистърска степен по публична администрация през 2002 г. През годината след дипломирането си от Харвард работи като консултант в проекта „Цели на хилядолетието за развитие", в централата на ООН в Ню Йорк, и като консултант в Радио „Свободна Азия“ във Вашингтон.

## Политическа кариера
На всеки политически пост, който заема, Елбегдорж се фокусира върху борбата с корупцията, опазването на околната среда, правата на жените, съдебната реформа, гражданското участие, икономическата либерализация и приватизация, правата на собственост и премахването на смъртното наказание. През последното десетилетие на XX в. Елбегдорж трикратко е избиран за член на парламента, а с премахването на клауза от монголската конституция през 1998 г., забраняваща на членовете на парламента да заемат правителствени постове, е избран с 61 гласа „за“ срещу 6 „против“ за министър-председател на Монголия. Сред инициативите, които предприема, е прокарването на Закона за свободата на печата от същата година, което изиграва роля за прокарването на друг закон, с който всички ежедневни държавни вестници са трансформирани в обществени вестници без пряк контрол и цензура от правителството. Избран е за депутат за четвърти път през 2008 г.
За негово най-значимо постижение по време на първия му мандат като министър-председател е сочена данъчната реформа в страната, с която започва събирането на данъци и създаването на данъчни приходи. Към онзи момент най-големият данъкоплатец и единственият значителен вносител в бюджета на правителството по това време е добивът и преработката на медна руда от Минната корпорация Ерденет (EMC) – акционерно дружество, собственост на правителствата на Монголия и Руската федерация. Мандатът му е прекратен предсрочно след изгубен вот на доверие вследствие на усилията за свалянето му от страна а малцинствената група в парламента Монголска народно-революционна партия.
На 20 август 2004 г. Елбегдорж става министър-председател на Монголия за втори път. Този път той оглавява голямо коалиционно правителство, след като гласовете на парламентарните избори са разделени по равно между двете основни политически сили – Демократическата коалиция и Монголската народно-революционна партия.
През втория си мандат като министър-председател той обявява борба срещу корупцията и бедността и отново работи систематично за гарантирането на правата на гражданите, както и за подкрепа на частната инициатива чрез регулаторни реформи. За да насърчи улесняването на достъпа до компютри и достъп до интернет, той създава Агенцията за информация и комуникация към правителството. С решение на неговото правителство английският измества руския като първи чужд език, който се преподава в държавните училища.
Още на 27 януари 2005 г. контролираните от правителството Национална държавна телевизия и радио са преобразувани във формално независими обществени организации с все по-малък контрол от страна на правителството, а в края на същата година са премахнати законовите разпоредби, забраняващи демонстрациите на площад „Сухбаатар“ в Улан Батор. Също през 2005 г. правителството, ръководено от него, подписва, а впоследствие ратифицира Конвенцията на ООН срещу корупцията. Администрацията му разкрива делото за корупция на председателя на митниците, възлизащо на милиони долари, от които бившият председател е дарил стотици хиляди долари на Монголската народно-революционна партия през 2005 г. В началото на 2006 г. Монголска народно-революционна партия напуска коалицията и Елбегдорж е принуден да подаде оставка.
Спечелвайки номинация на Демократическата партия и подкрепата на Партията на гражданската воля и монголската Зелена партия, Елбегдорж печели президентските избори в Монголия през 2009 г. с 51,21% от гласовете в надпревара с действащия президент Намбарин Енхбаяр. Получава 100% от гласовете на Демократическата партия за явяване на изборите през 2009 г. и формалната подкрепа на Гражданска воля-Зелена партия и Монголска национална демократическа партия и остава на президентския пост за втори мандат с актив от 50.23% от гласовете, подадени на тези избори, в които негов най-сериозен опонент е кандидатът на опозиционната Монголска народна партия Бадмаанямбуугийн Бат-Ерден.
Като главнокомандващ на монголските въоръжени сили Елбегдордж подкрепя ангажимента и участието на Монголия в мироопазващите операции на ООН. По време на президентството на Елбегдорж Монголия стана една от 20-те страни с най-голям принос в мироопазващите мисии на ООН през 2009 г.

## 2021 –
Заема председателския пост на създадената през 2021 г. международна федерация на монголските националности (Световна монголска федерация), чиято основна мисия е да допринесе за подобряване на единството, взаимното разбирателство и сътрудничество на монголите, съхранение на монголската гордост и литературно наследство, защита на правата и свободите на монголите по света. През септември 2022 г. официално отправя призив към руския президент Владимир Путин за незабавно прекратяване на войната срещу Украйна, и декларира, че Монголия е готова да приеме руснаци, бягащи от военната мобилизация, обявена от режима на Путин. Той отбеляза, че от началото на кървавата война срещу Украйна най-много са пострадали етническите малцинства в Русия, по-специално жителите на Бурятия, Тува и Калмикия, които Кремъл използва като пушечно месо.

## Личен живот
Заедно със съпругата си Хаджидсурен Болормаа, с която се запознава по време на следването си в Украйна, осиновяват 21 деца и заедно със своите собствени четирима синове имат общо 25 деца.